# 淡色沙燕
淡色沙燕（Pale Martin，學名：Riparia diluta）又名灰沙燕，是屬於燕科的一種雀鳥，是沙燕屬的一種，分佈於亞洲。通常一小群出現，有時會跟其他雨燕或燕子混在一起。

## 分佈
中國、埃及、印度、哈薩克、尼泊爾、巴基斯坦、俄羅斯、越南。

## 形態
頭部和上體灰褐色，初級飛羽黑色，靜立時長及尾羽。喉部至尾下覆羽白色，胸部沾灰褐色，黑色細嘴短而尖。體長12-13厘米。

## 亞種
- R. d. diluta (Sharpe & Wyatt, 1893)
- R. d. fohkienensis (La Touche, 1908)
- R. d. gavrilovi Loskot, 2001
- R. d. indica Ticehurst, 1916
- R. d. tibetana Stegmann, 1925
- R. d. transbaykalica Goroshko, 1993

## 腳註
1. ↑  BirdLife International. 2016. Riparia diluta. The IUCN Red List of Threatened Species 2016: e.T22736052A104327357. http://dx.doi.org/10.2305/IUCN.UK.2016-3.RLTS.T22736052A104327357.en （英文）

## 外部連結
- 淡色沙燕 （页面存档备份，存于） - 香港生物多樣性網頁